# Assedio di Torino
L'assedio di Torino ebbe luogo nel 1706 durante la guerra di successione spagnola. Oltre 44 000 soldati francesi accerchiarono la cittadella di Torino difesa da circa 10 500 soldati sabaudi che combatterono dal 14 maggio fino al 7 settembre, quando l'esercito imperiale, comandato dal principe Eugenio di Savoia e dal duca Vittorio Amedeo II, dopo aver attraversato l'intera Pianura Padana ingaggiò battaglia e costrinse i nemici a togliere l'assedio.
L'assedio durò centodiciassette giorni; a conclusione della guerra, con la firma del Trattato di Utrecht del 1713 e Rastadt dell'anno successivo, Vittorio Amedeo II, duca di Savoia, divenne il primo re della sua dinastia.
Per le rilevanti dimensioni e importanza della città (una delle pochissime capitali d'Europa cui sia mai stato posto un assedio scientificamente studiato), ebbe grande risonanza internazionale.
Alcuni storici considerano l'assedio di Torino l'evento che segna l'inizio del Risorgimento.

## La guerra

### L'antefatto

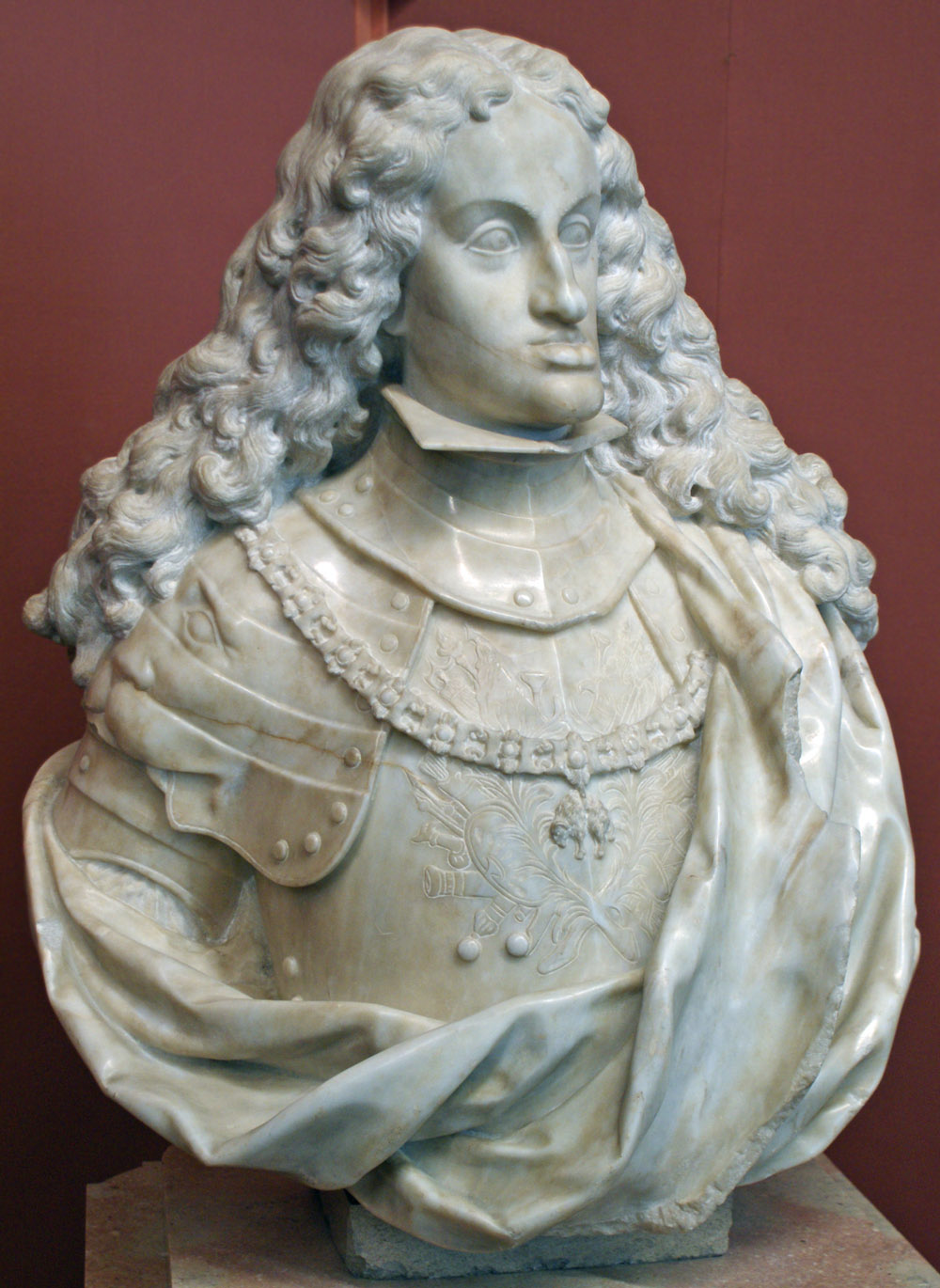
Busto marmoreo di Carlo II, eseguito da Paul Strudel nel 1695, Kunsthistorisches Museum, Vienna

Nell'anno 1700 moriva, senza discendenti, Carlo II d'Asburgo re di Spagna. Già da qualche anno però le condizioni di salute del sovrano, che non erano mai state buone, erano peggiorate lasciando presagire il peggio. Le monarchie europee, ben a conoscenza della situazione, diedero inizio a una complessa attività diplomatica sulla successione.
In particolare si mobilitarono Luigi XIV di Francia della dinastia dei Borbone di Francia, e l'imperatore Leopoldo I, della dinastia degli Asburgo: il primo, perché aveva sposato Maria Teresa, figlia di primo letto di Filippo IV di Spagna e sorellastra di Carlo, e il secondo perché aveva sposato Margherita Teresa, sorella di Carlo, ovverosia figlia di secondo letto di Filippo IV.

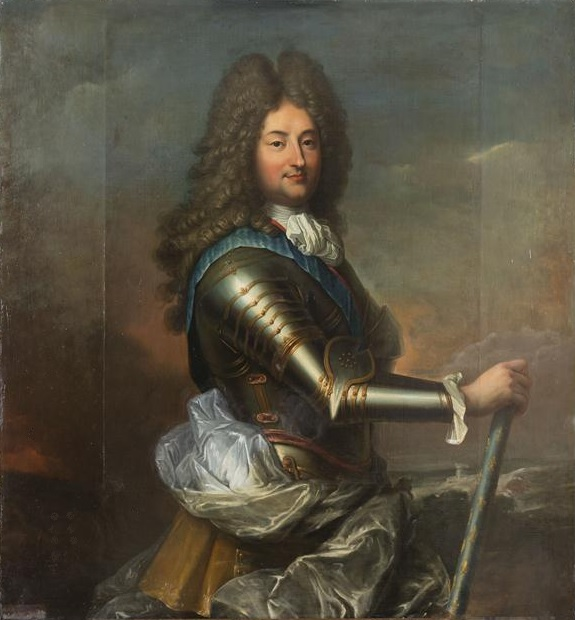
Filippo II duca d'Orleans

Vittorio Amedeo di Savoia

In realtà la posta in gioco era il controllo della Spagna e dei suoi possedimenti in Europa e oltre Atlantico. Inoltre gli Asburgo d'Austria avanzavano pretese in quanto appartenenti alla stessa dinastia fino ad allora regnante in Spagna.
Indeciso sul da farsi, Carlo II chiese consiglio al Pontefice, il quale, onde evitare che con la Spagna nelle mani degli Asburgo si ricreasse la stessa concentrazione di potere che circa due secoli prima si era verificata con Carlo V, pensò bene di consigliare il sovrano spagnolo a designare come suo successore un francese. Carlo II accettò il consiglio e designò quale suo successore Filippo di Borbone, nipote di Luigi XIV.
All'apertura del testamento era inevitabile che scoppiasse il conflitto, poiché la nuova alleanza Spagna-Francia era destinata a sovvertire gli equilibri europei. Il conflitto che seguì è noto come guerra di successione spagnola e si protrasse per oltre dieci anni, concludendosi con i trattati di Utrecht (1713) e di Rastadt (1714).
Il conflitto vide schierati da una parte l'Inghilterra, l'Impero asburgico, il Portogallo, la Danimarca e i Paesi Bassi; dall'altra la Francia e la Spagna, la quale aveva accettato il nuovo re Borbone. Il Ducato di Savoia si trovava tra la Francia e il milanese, che era nelle mani della Spagna e costituiva il naturale corridoio di collegamento tra i due alleati, per cui Luigi XIV quasi impose al duca Vittorio Amedeo II l'alleanza con i franco-ispanici per evidenti esigenze strategiche.
Vittorio Amedeo II, sostenuto dal cugino Eugenio di Savoia-Carignano, conte di Soissons e gran condottiero delle truppe imperiali, ebbe l'intuizione che questa volta la partita principale tra la Francia e l'Impero si sarebbe giocata in Italia e non più nelle Fiandre o in Lorena. Sulla base di questo convincimento strinse alleanza con gli Asburgo, gli unici che, in caso di esito vittorioso del conflitto, potevano garantire la completa indipendenza dello Stato sabaudo.
Infatti un'alleanza con la Francia, in caso di vittoria di quest'ultima, non avrebbe fatto altro che accentuare lo stato di sudditanza dei Savoia, che durava da circa un secolo, mentre l'Imperatore prometteva il Monferrato, parte della Lomellina e della Valsesia, il Vigevanasco e una parte della provincia di Novara. Fu una scelta abile, intelligente ma anche rischiosa, perché in caso di sconfitta lo Stato sabaudo sarebbe stato annientato e spazzato via unitamente alla sua dinastia.
La scelta di campo effettuata da Vittorio Amedeo II di Savoia nell'autunno del 1703 (Trattato di Torino) indusse Luigi XIV ad avviare le operazioni belliche che ebbero come teatro prima la Savoia e poi il Piemonte.

### La Cittadella

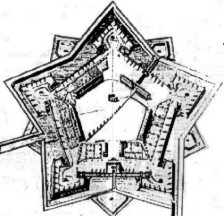
Antica stampa raffigurante la fortificazione pentagonale bastionata della Cittadella di Torino

Strette tra due fuochi (a ovest la Francia e a est l'esercito spagnolo che controllava la Lombardia), le terre sabaude vennero circondate e attaccate da tre eserciti; perdute Susa, Vercelli, Chivasso, Ivrea e Nizza (1704), a resistere rimaneva solo la Cittadella di Torino, fortificazione fatta erigere dal duca Emanuele Filiberto I di Savoia circa centoquarant'anni prima, ovvero intorno alla metà del XVI secolo.
Importante fu il ruolo delle gallerie di contromina, scavate al di sotto degli spalti della cittadella, nelle quali la compagnia minatori del battaglione d'artiglieria, formata da due ufficiali, due sergenti, tre caporali e quarantasei minatori con, in appoggio, 350 manovali (addetti agli scavi) e sei sorveglianti, garantiva il controllo del sottosuolo e la collocazione delle cariche di esplosivo destinate a rovinare i lavori degli assedianti. La profondità delle gallerie, disposte su due livelli, raggiungeva quasi i quattordici metri, poco al di sopra delle acque di falda.
All'interno della cittadella rivestiva particolare importanza il cisternone, un edificio circolare situato al centro della piazza d'armi. Questo pozzo assicurò per tutto il periodo una costante riserva d'acqua che prendeva rifornimento dalla falda freatica sottostante, aspetto di non poco conto in una situazione di assedio. Il suo diametro misurava ben 20 metri, emergeva di due piani da terra per poi scendere di 22 metri fino alla falda raggiungibile con un'ampia rampa elicoidale, la sua concezione non ebbe uguali in nessun'altra fortezza europea.

#### La vita in città
I cittadini seppero premunirsi attentamente per l'assedio. I viveri venivano forniti dalle scorte accumulate, dai piccoli orti cittadini o ancora da Porta Po; l'acqua veniva dai pozzi. Per l'approvvigionamento del cibo un ruolo fondamentale lo svolsero le cascine della pianura torinese (specie a Vanchiglia).
Fu da agosto che la situazione iniziò a peggiorare, quando i francesi chiusero le strade di campagna e intercettarono i rifornimenti di munizioni che giungevano via fiume. Il comune decise di aiutare gli affamati ma, insieme alle altre spese di guerra, l'assedio veniva a costare 450 000 lire al mese (una lira corrispondeva al salario giornaliero di un artigiano), somma ingentissima.
Il comune dovette vendere terre e contrarre debiti per trovare i soldi. Il timore delle bombe, che bersagliavano la città, fece apporre sulle porte delle case l'effigie della Consolata, sperando nella protezione della Vergine. Anche i reggimenti cattolici e luterani portavano sul cappello l'immagine di Maria.
Fu proprio il frequente impiego, da parte dei francesi, delle bombe incendiarie (le cosiddette boulets-rouges) a mietere più vittime tra la popolazione civile. Si calcola che nel periodo dell'assedio, le truppe franco-spagnole lanciarono sulla città di Torino 95 000 palle di cannone, 21 000 bombe e 27 700 granate.
L'ordine pubblico in città fu garantito dalla costante presenza della milizia e della polizia, a cui furono assegnati numerosi compiti. Per prima cosa erano incaricati di sovraintendere a tutto il sistema di spegnimento dei frequenti incendi che si sviluppavano a seguito degli attacchi del nemico e alla repressione dei tentativi di sciacallaggio. Particolare attenzione era data anche al controllo degli stranieri in città, che per entrare dovevano registrarsi e deporre qualsiasi arma eccetto la spada.

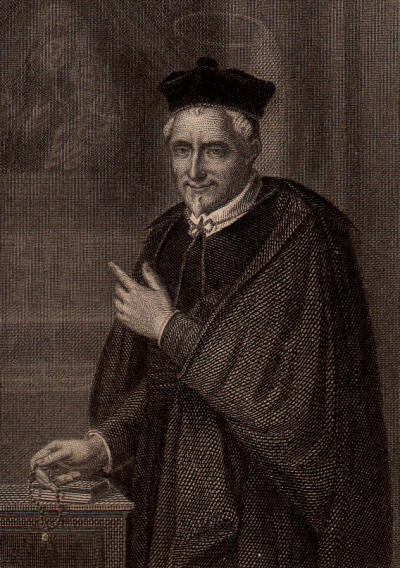
Sebastiano Valfrè

La figura del beato Sebastiano Valfrè è sicuramente quella che più si distinse tra gli apostoli delle opere di carità che si prodigarono nell'assistenza ai poveri e agli ammalati della città assediata. Nato nel 1629 da un'umile famiglia di Verduno, fu ordinato sacerdote il 24 febbraio 1652. Organizzò, davanti al monastero, un ospedale da campo e spesso si recò sul terreno di battaglia a confortare i soldati feriti. Vittorio Amedeo gli dette sempre estrema fiducia e non esitò a consultarlo nei momenti più difficili. La stima del duca di Savoia si dimostrò in pieno quando egli si recò più volte al capezzale dell'ormai moribondo presbitero, cosa inusuale per le concezioni di vita delle monarchie assolutistiche dell'epoca.

#### Preparazione
La difesa sotterranea di fortezze e castelli, utilizzata fin dai tempi più remoti, conobbe nuovo impulso e sistematizzazione dopo la caduta di Famagosta, nel 1571 e, soprattutto, dopo il lungo assedio di Candia, concluso nel 1669, operazioni condotte dalle forze ottomane che fecero largo ricorso agli attacchi sotterranei.
Già nel 1572 Emanuele Filiberto ordinava la costruzione della casamatta denominata Pastiss, dotata di una propria galleria di contromina, per difendere il bastione San Lazzaro della Cittadella. Tuttavia solo nei mesi precedenti l'attacco francese del 1706 fu effettivamente realizzato, sotto gli spalti e le opere principali della cittadella e delle difese urbane, un esteso e capillare sistema di contromina, progettato da Antonio Bertola.
Come già ricordato, per gli approvvigionamenti idrici la Cittadella era dotata del Cisternone, un enorme pozzo (la cui forma ricordava quello di San Patrizio) grazie al quale la piazzaforte militare si poteva dire dotata di una fonte d'acqua praticamente perenne. Queste misure belliche, che si erano andate ingrandendo negli anni, avevano reso Torino una città tra le meglio difese d'Europa.
Già nell'agosto del 1705 gli eserciti franco-spagnoli erano pronti ad attaccare Torino, appostati in prossimità della Cittadella, ma il comandante - il generale duca de la Feuillade - ritenne che gli uomini a disposizione fossero ancora troppo pochi e preferì aspettare i rinforzi.
Questa scelta si rivelò un errore, perché diede modo alla città di fortificarsi ulteriormente fino alla collina e di stringersi nel contempo attorno alla propria Cittadella in vista di un lungo assedio.
Il lavoro di fortificazione della Cittadella durò per tutto l'inverno a cavallo tra il 1705 e il 1706 e vi contribuì gran parte della popolazione cittadina. I lavori principali consistettero nella costruzione dello spalto intorno alla piazzaforte, che permetteva una migliore sicurezza per i fucilieri. Fu realizzata, inoltre, un'intensa e fitta rete di cunicoli e gallerie che non aveva uguali in nessun'altra piazzaforte europea dell'epoca. I lavori furono pianificati dall'architetto Antonio Bertola, a capo degli ingegneri militari sabaudi.
Per prepararsi all'imminente assedio, le autorità cittadine istituirono il presidio della piazzaforte torinese che comprendeva oltre 10 000 uomini divisi in 14 battaglioni imperiali e 14 battaglioni piemontesi, reparti di cavalleria, cannonieri e minatori.

### L'assedio

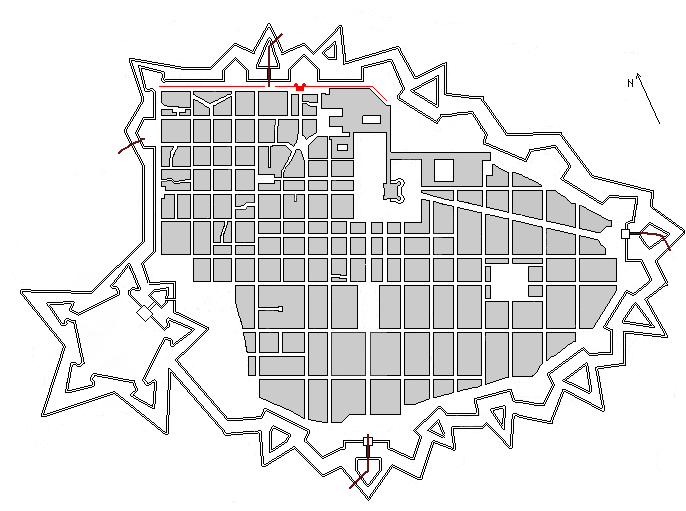
La città di Torino dopo il suo secondo ampliamento delle mura (1673). Sulla sinistra si riconosce la Cittadella pentagonale.

Ebbe inizio il 14 maggio quando le truppe franco-spagnole (composte ora da oltre quarantamila uomini) si appostarono strategicamente di fronte alla fortezza. Due giorni prima, si verificò l'eclissi totale di Sole del 12 maggio 1706, che alle ore 10:15 aveva oscurato la volta celeste, facendo risaltare la Costellazione del Toro. Il Sole era per antonomasia il simbolo di Luigi XIV (detto il Re Sole) e questo avvenimento diede grande slancio agli animi dei torinesi, che si immaginarono una facile vittoria. L'avvenimento astronomico è ricordato da alcuni versi del poemetto in lingua piemontese L'Arpa Discordata, scritto negli anni successivi all'assedio:
(Da L'Arpa Discordata, vv.513-524)
Il maresciallo di Francia Sébastien Le Prestre de Vauban, esperto ideatore di tecniche d'assedio, avrebbe preferito un attacco laterale alla città, ritenendo la fitta rete di gallerie di contromina predisposte dagli assediati un ostacolo insidioso; ma de la Feuillade lo disattese facendo predisporre da quarantotto ingegneri militari lo scavo di numerose linee di trincea.
Il maresciallo Vauban non partecipò fisicamente all'assedio di Torino, pur interessandosene personalmente. Nel 1705 era stato incaricato da Luigi XIV di stendere un progetto per la conquista della città, che egli sapeva molto ben difesa. Nel luglio del 1706 si trovava a Dunkerque, da dove scrisse il giorno 23 una lettera di disapprovazione dell'approccio deciso dall'assediante generale de La Feuillade. La sua partecipazione, a parte il progetto dell'anno precedente, fu quindi una partecipazione per corrispondenza. Quello che per Vauban era un pericoloso "cavillo delle mine" si rivelerà infatti fatale.
Dal canto loro, gli assediati, sostenuti dalla popolazione (che partecipò direttamente alla battaglia) e forti della fitta rete di gallerie tanto temute da Vauban, infersero numerose perdite all'esercito nemico. La battaglia andò avanti per tutta l'estate del 1706.
L'8 giugno il duca de la Feuillade mandò un messaggero a Vittorio Amedeo, nel quale veniva offerta la possibilità al duca di uscire liberamente da Torino per fuggire dalle bombe. Il re Luigi aveva dato ordine che non si mettesse a repentaglio la vita del sovrano nemico, ma questi rifiutò anche di comunicare l'ubicazione dei suoi appartamenti, affinché non venissero bombardati: «Il mio alloggio è là dove la battaglia è più furiosa», avrebbe risposto.
Comunque, il duca non aveva intenzione di rimanere in città per molto: il 17 giugno Vittorio Amedeo II lasciò Torino alla testa di 4 000 cavalieri dando vita a una lunga serie di azioni di guerriglia nel Basso Piemonte che avevano lo scopo di distogliere il maggior numero possibile di truppe dall'assedio della capitale. Effettivamente de la Feuillade, lasciato il comando delle operazioni di assedio al generale Chamarande, si lanciò al suo inseguimento con quasi 10 000 uomini, fino a quando il duca di Savoia si rifugiò nelle valli occupate dai valdesi. Ritenuti eccessivi i rischi di ingaggiare il nemico in un territorio ostile e ben conosciuto da esso, il duca de la Feuillade fece ritorno al campo dinnanzi a Torino il 20 luglio.

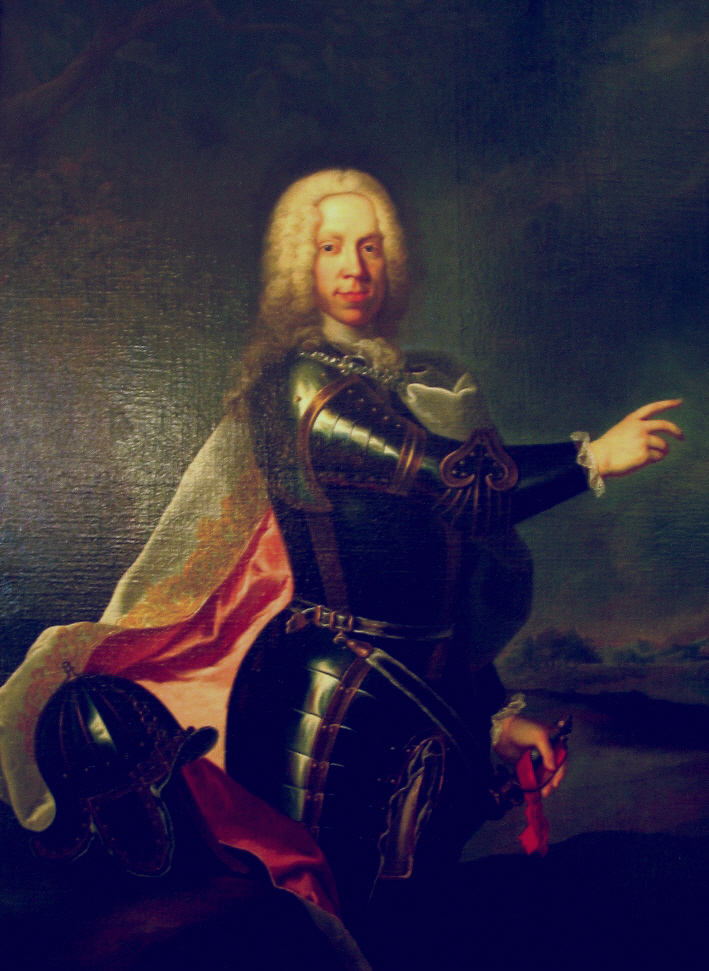
Il generale Wirich von Daun

A seguito della sortita del duca da Torino il comando della piazza militare era passato al generale imperiale Virich von Daun, stretto collaboratore del principe Eugenio. Le operazioni d'assedio andarono comunque avanti portando gli assedianti a ridosso della mezzaluna del Soccorso che proteggeva uno degli accessi alla Cittadella. Nel frattempo la città veniva sottoposta a un durissimo e continuo bombardamento di artiglieria.
Ben presto in città, in seguito al blocco totale degli approvvigionamenti dall'esterno, cominciò a scarseggiare la polvere nera ed entro breve l'artiglieria piemontese dovette limitare il tiro per non consumarne troppa.
Tra i principali obiettivi dei francesi vi fu lo scovare l'ingresso di un cunicolo per potervi penetrare in massa. L'operazione non si rivelò facile: tra il 13 e il 14 agosto venne scoperta un'entrata, e gli assedianti vi penetrarono dopo ingenti perdite. Sembrava già tutto perduto, ma i piemontesi ricorsero a far esplodere il cunicolo, seppellendo i nemici.
Dieci giorni dopo i francesi si lanciarono in un attacco sanguinosissimo alla Mezzaluna di Soccorso, forti di 38 compagnie di granatieri. I piemontesi si difendevano utilizzando anche materiale infiammabile. Alla fine, la vittoria fu dei torinesi, che costrinsero i nemici a ritirarsi ancora, ma sul campo erano rimasti oltre 400 vittime dalla sola parte sabauda.

Pietro Micca

È a questo punto che si colloca il celebre episodio di Pietro Micca, che sacrificò la propria vita per frenare l'ennesimo attacco francese nelle gallerie sotterranee. Nella notte tra il 29 e il 30 agosto 1706 un folto numero di granatieri francesi, sopraffatte le guardie all'ingresso, penetrò nella Galleria della Mezzaluna di Soccorso, minacciando di arrivare al cuore della cittadella. Pietro Micca, uno dei soldati minatori, quella notte addetto alla sorveglianza di un'importante scalinata che collegava il primo al secondo livello sotterraneo, intuì il pericolo e, sprangata la porta, provò a farla saltare con un barilotto da 20 chili di esplosivo. La miccia (forse bagnata) tuttavia non funzionò e Pietro Micca decise di utilizzarne un'altra, molto più corta. «Vai, che sei più lungo di una giornata senza pane!» avrebbe detto al compagno che era con lui, quindi accese la seconda miccia, tentando di fuggire, ma il suo corpo fu dilaniato dall'esplosione e fu trovato a quaranta passi dalla scalinata.
La situazione sembrava destinata a precipitare per i piemontesi, tant'è che il duca d'Orléans, capitano dell'esercito di Luigi XIV, era arrivato a Torino e voleva darle il colpo di grazia. Gli assedianti però sapevano che il tempo a loro disposizione era poco, in quanto da maggio il cugino del Duca, il principe Eugenio di Savoia, comandante in capo delle truppe imperiali, dopo alcuni scontri vittoriosi contro i franco-spagnoli, stava marciando alla testa di un'armata di soccorso composta da circa 20 000 uomini alla volta di Torino.
Quando a fine agosto l'armata imperiale si trovava già in Piemonte, il principe Eugenio alla testa dell'avanguardia giunse a Villastellone, nei pressi della capitale sabauda. Lì fece accampare i suoi soldati esausti e andò a incontrare il cugino Vittorio Amedeo nella notte del 29..

### La battaglia
(Relazione sulla battaglia portata dal conte Hamilton alla corte di Vienna.)

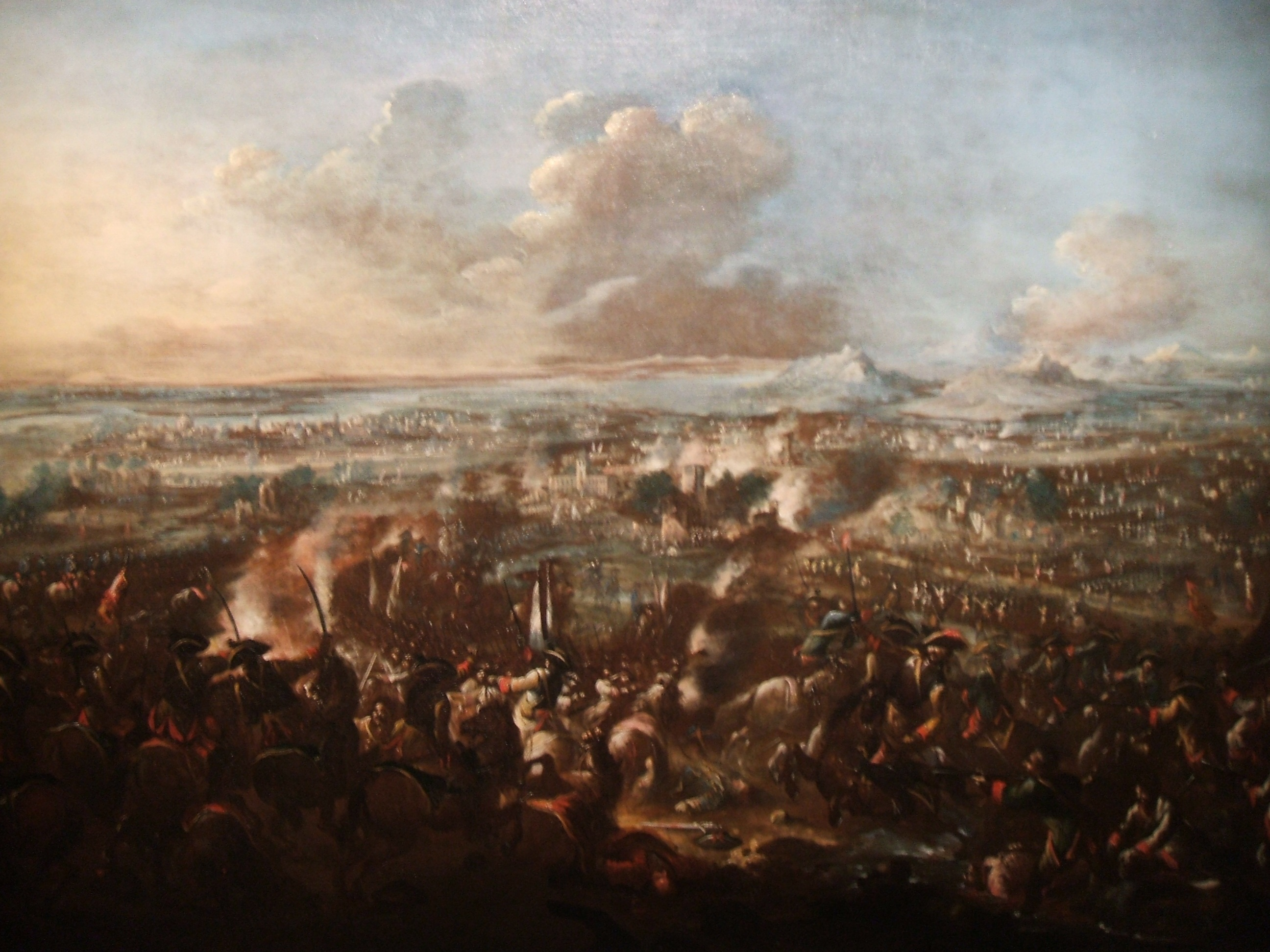
Dipinto raffigurante la battaglia

Il 2 settembre i due Savoia salirono sulla collina di Superga, da cui si domina l'intera città, per studiare la tattica di controffensiva e decisero di aggirare il nemico impiegando il grosso dell'esercito e una parte della cavalleria verso la zona nord-ovest della città, la più vulnerabile, anche se ciò comportava un grosso rischio per la vicinanza delle linee francesi.
Questi, da parte loro, non potevano fare altro che cercare febbrilmente di rinchiudersi nelle loro stesse trincee; l'arrivo di un contingente di soccorso di tali proporzioni li coglieva chiaramente impreparati. Eugenio si espresse in modo sprezzante:
Il 5 settembre a Pianezza fu intercettato dalla cavalleria imperiale uno dei convogli diretto al campo francese. Grazie a Maria Bricca fu possibile introdursi lì dentro da un passaggio segreto. Si trattò di un importantissimo successo strategico da parte del principe Eugenio di Savoia; i francesi avrebbero combattuto con le munizioni razionate.

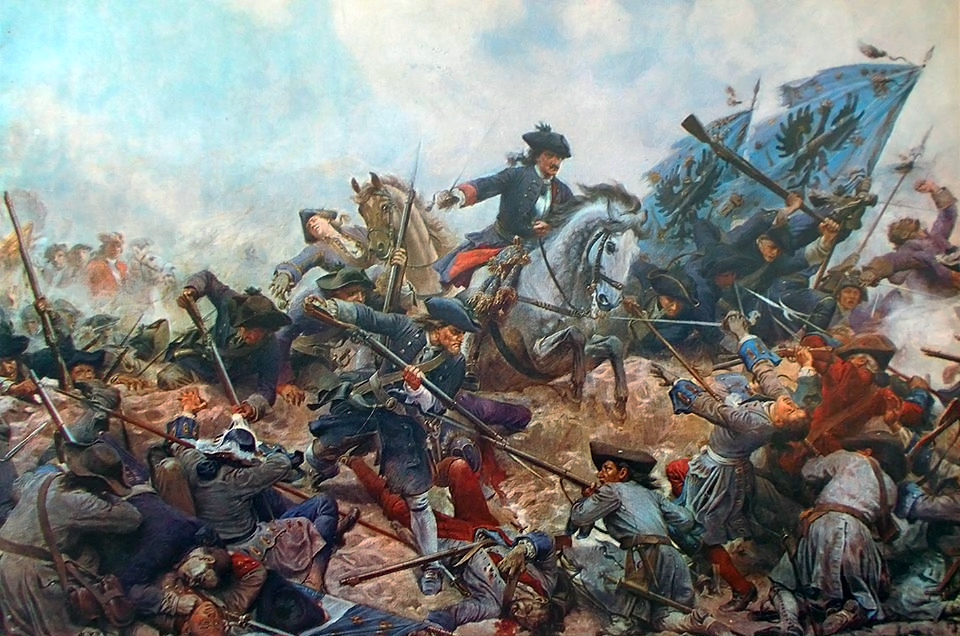
La carica del principe d'Anhalt, copia da affresco (distrutto) di E. Knackfuss, prima conservato allo Zeughaus Berlin

Andreas Matthäus Wolfgang/August Vind: Assedio di Torino, 1714

Il 6 settembre la manovra di aggiramento portò le truppe sabaude a posizionarsi fra i fiumi Dora Riparia e Stura di Lanzo. Lo scontro finale iniziò il 7 settembre quando le forze austro-piemontesi si disposero sull'intero fronte e respinsero ogni tentativo di controffensiva dei franco-ispanici.
Il piano del principe Eugenio prevedeva lo sfondamento dell'ala destra francese, da effettuarsi tramite le disciplinate fanterie prussiane del principe Leopoldo I di Anhalt-Dessau. L'attacco, su questo lato, fu particolarmente sanguinoso, e solo al quarto tentativo i prussiani riuscirono a vincere la resistenza francese. In particolare il reggimento La Marine, che difendeva l'estrema destra francese, si ritrovò senza più munizioni nel bel mezzo dell'attacco decisivo e, senza rinforzi e rifornimenti disponibili, andò in rotta.
A questo punto, dopo aver respinto il contrattacco della cavalleria dell'Orléans, la vittoria era solo una questione di tempo. La cavalleria imperiale fu riorganizzata dal principe Eugenio per distruggere definitivamente quella avversaria, attacco al quale partecipò anche Vittorio Amedeo II. Numericamente inferiori, i francesi furono costretti alla fuga verso i ponti di Po, abbandonando al proprio destino l'ala sinistra.
Le forze imperiali del centro e dell'ala destra avevano il compito di tenere impegnate le truppe francesi contrapposte. Un tentativo di attacco riuscì a portare alla rottura temporanea del fronte dell'Orléans, il quale si vide costretto a intervenire con parte della cavalleria per chiudere la falla. In questa azione fu ferito e il Marsin venne colpito a morte. Lucento, potentemente fortificato e difeso da due dei migliori reggimenti francesi, Piemont e Normandie, non venne mai occupato da un assalto, ma fu abbandonato dai difensori, dopo aver coperto la ritirata dei reparti che coprivano il centro e la sinistra francese.

### Epilogo
(Carlo Botta)
I francesi avevano perduto circa 6 000 uomini, contro i 3 000 austro-piemontesi. Nei giorni seguenti, quasi 7 700 francesi caddero ancora negli scontri con i sabaudi o per le ferite riportate.
Vittorio Amedeo II e il principe Eugenio di Savoia entrarono nella città ormai liberata da Porta Palazzo e si recarono al Duomo per assistere a un Te Deum di ringraziamento. Sulla collina di Superga, a ricordo della vittoria, venne fatta costruire dai Savoia l'omonima Basilica nella quale tuttora, ogni 7 settembre, viene celebrato un Te Deum.

## Armamenti e soldati
Il battaglione di artiglieria che si occupò della difesa della città sabauda fu istituito nel 1696 e comprendeva sei compagnie con 300 cannonieri. All'inizio dell'assedio, il battaglione si rivelò però insufficiente per la gestione di tutte le armi a disposizione e dovette essere integrato con 200 "Cavalieri" provenienti dal reggimento "Piemonte Reale Cavalleria". Altrettanti uomini di "Piemonte Reale" e 700 cavalieri germanici furono invece disposti a ottemperare ai lavori notturni di riparazione dei danni dell'artiglieria nemica.
Ognuna delle sei compagnie di artiglieria sabaude era composta da 36 soldati dei quali quattro bombisti, un tamburo, due sergenti e due caporali. Una compagnia era, inoltre, dedicata alle maestranze e una ai minatori. Il battaglione disponeva di un cappellano e di un chirurgo. I soldati dell'artiglieria indossavano veste e calzoni azzurri e cappello a tricorno nero.
Per quanto riguarda le armi, un inventario del 1706, elenca le seguenti bocche da fuoco portatili immagazzinate nell'Armeria dell'Arsenale della Cittadella:
- 459 fucili con baionetta
- 1 063 fucili vari
- 2 052 moschetti
- 351 moschetti per cavalleria
- 297 fucili a canna rigata
- 20 carabine rigate
- 3 tromboni
- 272 casse di palle per moschetti, 200 casse di palle di piombo per fucili, tre casse di palle per carabine rigate[50].

Per soddisfare le esigenze di armamento vennero approntate nuove fucine che affiancavano la fonderia dell'Arsenale Torinese.

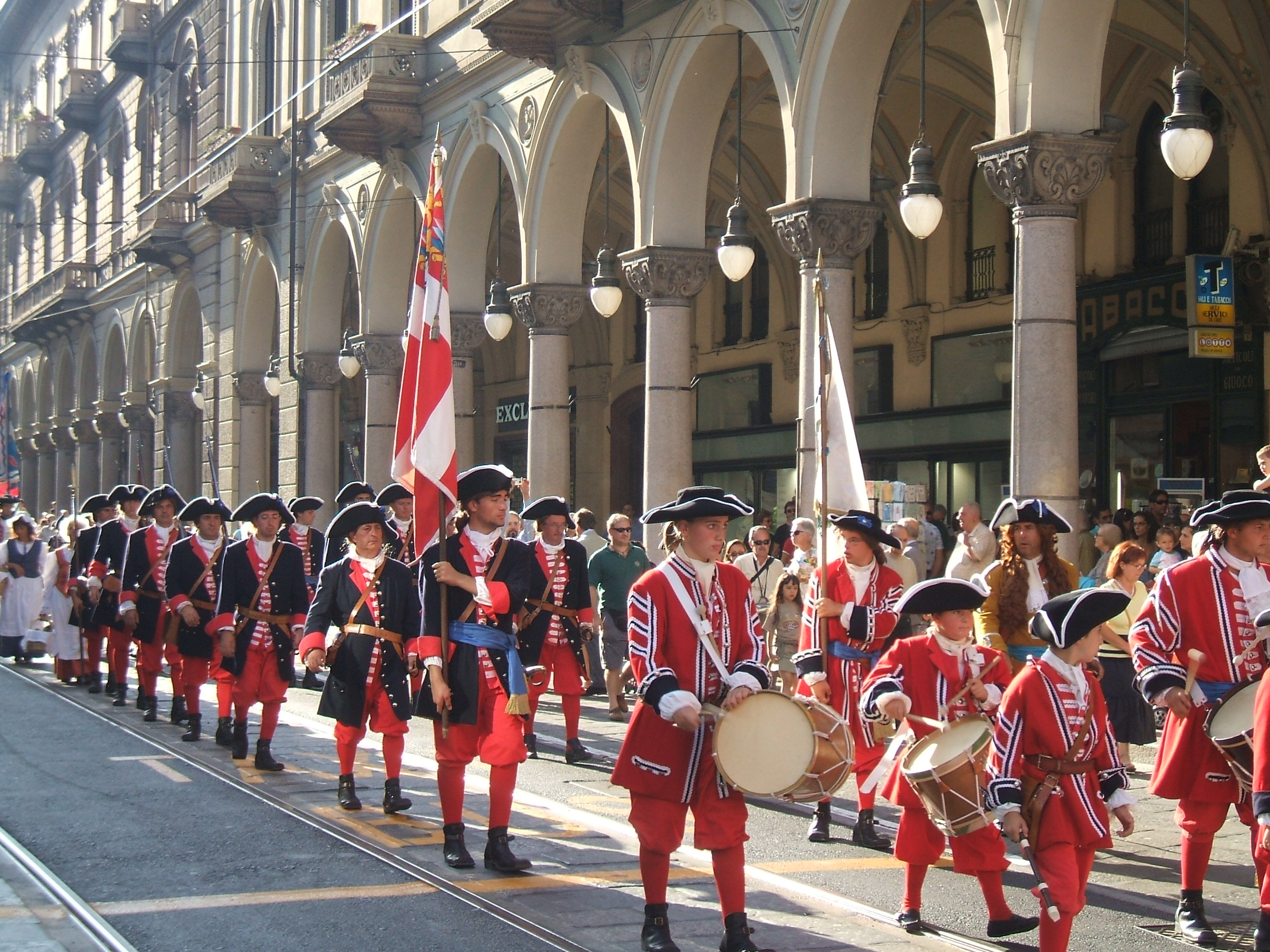
L'esercito piemontese in una rievocazione storica in occasione del trecentesimo anniversario della battaglia

La fanteria piemontese era invece inquadrata in dieci reggimenti, a cui si aggiungevano quelli mercenari provenienti perlopiù dalla Francia (volontari protestanti della Provenza e del Midi) e dalla Svizzera. L'equipaggiamento di un soldato di fanteria sabaudo era costituito da un cinturone munito di fibbia a cui era appesa la spada dotata di elsa di ottone, una baionetta, una gibassiera collocata sul fianco destro e un polverino. I granatieri al posto della gibassiera avevano la granatiera e invece della spada un sabro.
La compagnia dei "bombisti" facente parte del battaglione di artiglieria sabaudo contava un reparto speciale chiamato petardieri che operava contro porte e ponti levatoi. Questi, protetti da una pesante armatura di ferro, si avventuravano fino agli obiettivi prescelti dove tentavano di collocare i cosiddetti petardi (grosse pignatte contenenti polvere esplosiva) per poi accenderne la miccia. Fatto questo si allontanavano il più velocemente possibile, sotto il fuoco nemico, per mettersi in salvo. Questo reparto, come altri ancora destinati a opere di sabotaggio, furono certamente determinanti per la difesa della città.
Della struttura e della quantità delle armate francesi non si hanno molte notizie. Il numero delle artiglierie franco-spagnole è ignoto, ma si stima con ragionevole approssimazione, che la formidable artillerie degli assedianti potesse contare circa 250 cannoni e 60 mortai. I francesi, inoltre, facevano largo uso delle cosiddette boulets-rouges, delle palle incendiarie realizzate in ghisa piena che venivano arroventate sui carboni ardenti e poi scagliate nei punti più sensibili agli incendi della città assediata.

## Dopo la battaglia

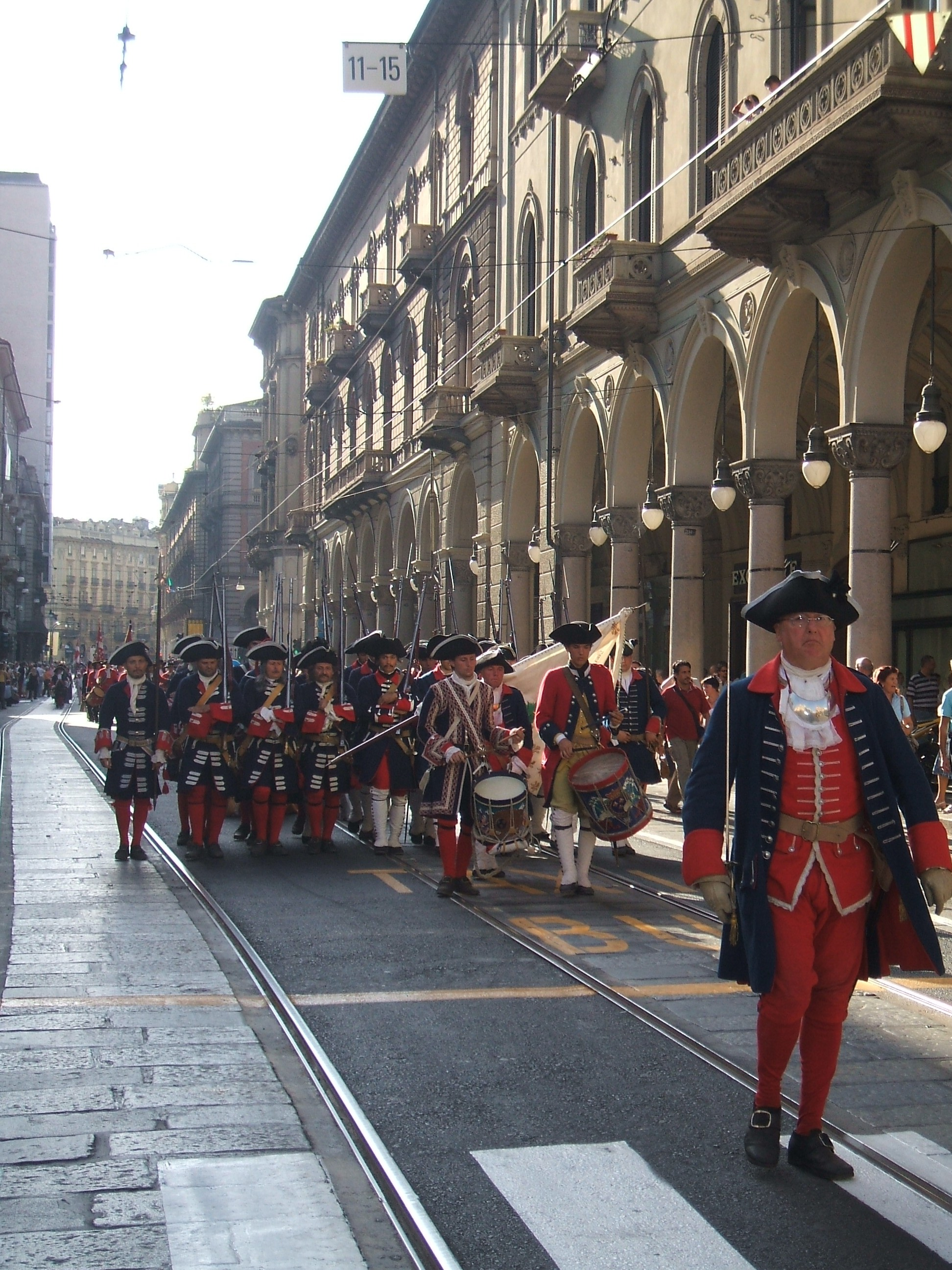
Figuranti del Reggimento Gardes Françaises sfilano per via Pietro Micca, a Torino

In ricordo della battaglia, che così profondamente segnò la futura storia piemontese, vennero lasciati dei pilastrini recanti incisa la data 1706 e l'effigie della Madonna della Consolata (poiché il santuario della Consolata non venne, quasi miracolosamente, danneggiato dalle bombe). Essi furono dislocati nei punti ove lo scontro fu più cruento, e ancora oggi se ne possono individuare ventitré superstiti in vari luoghi.
Sempre per ricordare la battaglia, un futuro quartiere torinese venne battezzato con il nome di Borgata Vittoria e lì vi fu costruita una chiesa intitolata a Maria. Inoltre, nel centro cittadino, sono presenti numerose vie che ricordano, coi loro nomi, personaggi che si distinsero nella battaglia: da via Pietro Micca a via Vittorio Amedeo II.

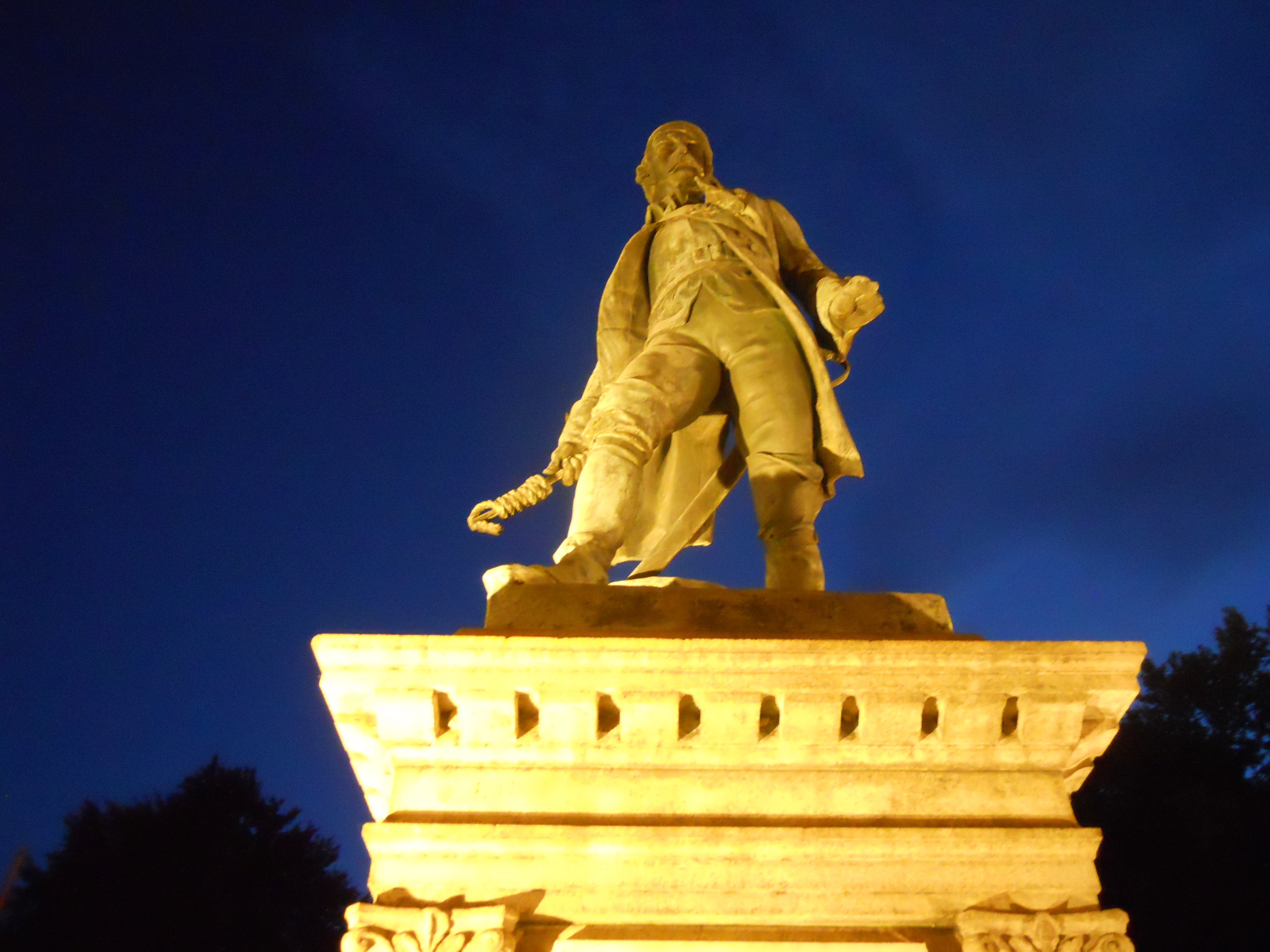
Statua a Pietro Micca

Grandi manifestazioni vennero organizzate per celebrare il bicentenario e il tricentenario della battaglia: nel 1906, in una Torino ormai divenuta capo industriale d'Italia, l'incarico di commemorare l'episodio bellico venne affidato a Tommaso Villa, sotto il patrocinio del sindaco della città, Secondo Frola. Per l'occasione, vennero organizzati convegni di carattere storico, pubblicati volumi, inaugurati monumenti (tra cui si ricorda quello di Leonardo Bistolfi, davanti alla chiesa della Madonna di Campagna, poi distrutto dai bombardamenti alleati nella seconda guerra mondiale). La grande attenzione posta intorno all'evento portò a dichiarare, il 25 agosto dello stesso anno, la casa natale di Pietro Micca, a Sagliano, quale Patrimonio nazionale.
In occasione del terzo centenario, nel 2006, la battaglia venne riproposta attraverso una grande ricostruzione storica, grazie all'intervento di figuranti provenienti dalle associazioni storiche di mezza Europa: a ricordo dell'evento, una mostra tematica venne lasciata fruibile al pubblico nel Mastio della Cittadella di Torino.

## Bibliografia

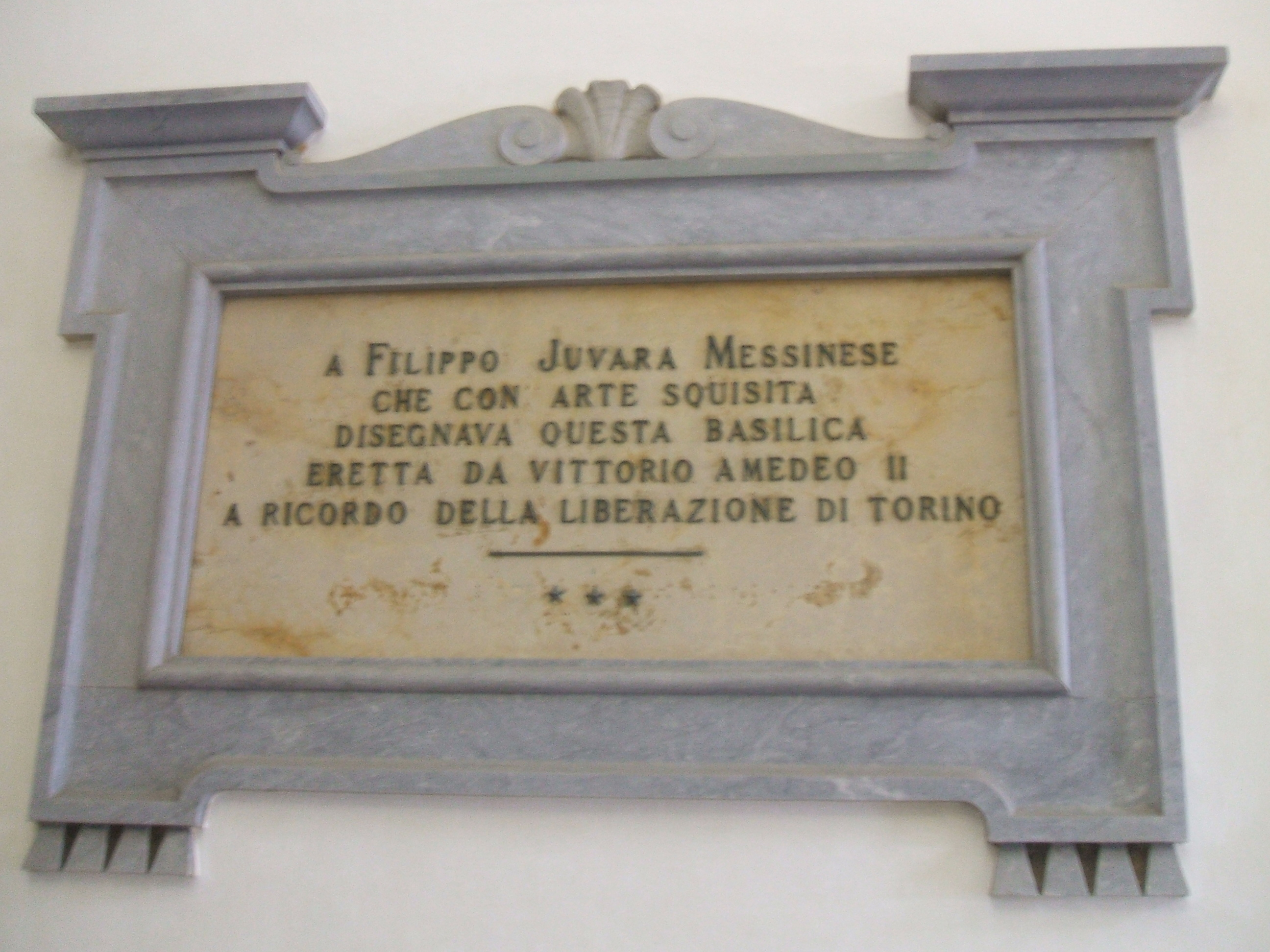
Targa commemorativa presente nella Basilica di Superga

### Fonti bibliografiche
- Guido Amoretti, Il ducato di Savoia dal 1559 al 1713, D.Piazza, 1985, ISBN 978-88-7241-553-5. ISBN non esistente.
- Guido Amoretti, La verità storica su Pietro Micca – Dopo il ritrovamento della scala esplosa (1958 – 1959), VII Edizione, maggio 1996. ISBN non esistente.
- Guido Amoretti, Piergiuseppe Menietti, Torino 1706. Cronache e memorie della città assediata, Torino, Il Punto Edizioni, 2005, ISBN 978-88-88552-22-4.
- Clemente Assum, L'assedio di Torino (maggio-settembre 1706) e la battaglia di Torino (7 settembre 1706), Torino, A. Giani, 1926. ISBN non esistente.
- Alessandro Barbero, Il Ducato di Savoia, Amministrazione e corte di uno Stato franco-italiano, Roma-Bari, Laterza, 2002, ISBN 88-420-6708-3.
- Giovanni Cerino Badone (a cura di), 1706. Le Aquile e i Gigli. Una storia mai scritta, Torino, Omega Edizioni, 2007, ISBN 88-7241-512-8.
- Paolo Bevilacqua, Fabrizio Zannoni, Mastri da muro e piccapietre al servizio del Duca. Cronaca della costruzione delle gallerie che salvarono Torino, Torino, Giancarlo Zedde Editore, 2006, ISBN 978-88-88849-16-4.
- Claudia Bocca, Gli assedi di Torino: i conflitti armati che hanno cambiato la storia della prima capitale d'Italia, Newton Compton Editori, 2005, ISBN 88-541-0549-X.
- Roberto Sandri Giachino, Giancarlo Melano, Gustavo Mola di Nomaglio (a cura di), Torino 1706: l'alba di un regno. Una mostra evento per ricordare - catalogo della mostra (Torino, Maschio della Cittadella - Museo Civico Pietro Micca, 7 settembre 2006 - 3 giugno 2007), Torino, Il Punto Edizioni - Associazione Torino 1706-2006,  p. 322, ISBN 978-88-88552-35-4.
- Fabio Galvano, L'assedio - Torino 1706, Torino, Utet Libreria, 2005, ISBN 978-88-6008-005-9.
- Dario Gariglio, 1706, l'Assedio di Torino, Torino, Blu Edizioni, ISBN 88-7904-008-1.
- (FR) Gabriel Mengin, Relation du Siége de Turin en 1706, Rédigée d'après des documens origineaux inédits, Parigi, Imprimerie Royale, 1832. ISBN non esistente.
- Pier Massimo Prosio, Il ricordo, in Torino 1706: l'alba di un regno, Torino, Il Punto Edizioni, 2006,  pp. 285-293, ISBN 978-88-88552-35-4.
- Maria Luisa Moncassoli Tibone, 1706-2006 La battaglia di Torino – memorie ritrovate, Torino, L'artistica Editrice, 2006, SBN TO01542627.
- Lucia Carle, Antoinette Fauve Chamoux (a cura di), Situazioni d'assedio (atti del convegno tenuto a Montalcino, 7-10 luglio 1999), Firenze, Pagnini e Martinelli Editori, 1999, ISBN 88-8251-116-2.

### Atti di convegno
- Gustavo Mola di Nomaglio, Roberto Sandri Giachino; Giancarlo Melano; Piergiuseppe Menietti, Associazione Torino 1706-2006, Torino 1706. Memorie e attualità dell'Assedio di Torino del 1706 tra spirito europeo e identità regionale, Atti del Convegno, Torino 29-30 settembre 2006, Torino, Centro Studi Piemontesi, 2006.
  -  Marco Anibaldi Ranco, Cartografia numerica delle opere di difesa e assedio di Torino del 1706 georeferenziata sella cartografia tecnica regionale al 10 000, Torino 1706. Memorie e attualità dell'Assedio di Torino del 1706...,  pp. 279-284.
  -  Fabrizio Antonielli d’Oulx, Maria Luisa Reviglio della Veneria, Cenni sugli ordini reali e militari francesi, sabaudi e imperiali dell’assedio di Torino, Torino 1706. Memorie e attualità dell'Assedio di Torino del 1706...,  pp. 253-272.
  -  Giuseppe Balbiano d’Aramengo, L’assedio di Torino nei documenti di Giuseppe Maria Solaro della Margarita, Torino 1706. Memorie e attualità dell'Assedio di Torino del 1706...,  pp. 677-678.
  -  Silvio Bertotto, Torino 1706: luci sull’assedio dagli archivi comunali e parrocchiali del Torinese, Torino 1706. Memorie e attualità dell'Assedio di Torino del 1706...,  pp. 363-387.
  -  Paolo Bevilacqua, Fabrizio Zannoni, Le “gallerie di Emanuele Filiberto”. Breve storia di un luogo comune, Torino 1706. Memorie e attualità dell'Assedio di Torino del 1706...,  pp. 291-336.
  -  Adriana Bevione, I luoghi della città tra storia, esplorazione e scoperta, Torino 1706. Memorie e attualità dell'Assedio di Torino del 1706...,  pp. 941-944.
  -  Claudia Bocca, 1706, da Torino all’Europa. Una proposta didattica, Torino 1706. Memorie e attualità dell'Assedio di Torino del 1706...,  pp. 931-936.
  -  Massimo Boccaletti, Salvate la Sindone!, Torino 1706. Memorie e attualità dell'Assedio di Torino del 1706...,  pp. 909-910.
  -  Daniele Bolognini, Elvio Ciferri, L’assedio di Torino negli scritti di Serafina Brunelli, Torino 1706. Memorie e attualità dell'Assedio di Torino del 1706...,  pp. 887-907.
  -  Giovanni Bonino, Repertorio di musiche del tempo di Luigi XIV in uso presso unità militari partecipanti (sui due fronti) all’assedio e alla battaglia di Torino del 1706, Torino 1706. Memorie e attualità dell'Assedio di Torino del 1706...,  pp. 273-278.
  -  Davide Bosso, L’occupazione francese di Chivasso, luglio 1705 – settembre 1706, Torino 1706. Memorie e attualità dell'Assedio di Torino del 1706...,  pp. 425-442.
  -  Nadia Calascibetta, Il beato Sebastiano Valfrè: un percorso iconografico attraverso i secoli, Torino 1706. Memorie e attualità dell'Assedio di Torino del 1706...,  pp. 879-885.
  -  Carmelitane Scalze di Moncalieri, Nel cuore della città assediata, una seminatrice di speranza, Torino 1706. Memorie e attualità dell'Assedio di Torino del 1706...,  pp. 861-878.
  -  Alberto Casirati, Vittorio Amedeo II, il "Grande Re". Gli albori d'Italia in un regno lungo e difficile nell'Europa del XVIII secolo, Torino 1706. Memorie e attualità dell'Assedio di Torino del 1706...,  pp. 7-16.
  -  Maria Bricca tra storia e leggenda, Torino 1706. Memorie e attualità dell'Assedio di Torino del 1706...,  pp. 607-614.
  -  Piero Cazzola, Due assedi, due vittorie: Torino 1706 – Poltava 1709. Un Duca diventa Re – uno zar imperatore, Torino 1706. Memorie e attualità dell'Assedio di Torino del 1706...,  pp. 161-166.
  -  Giovanni Cerino Badone, 7 settembre 1706: l’alba di un impero, Torino 1706. Memorie e attualità dell'Assedio di Torino del 1706...,  pp. 125-141.
  -  Tiziana Chiara, Presentazione del progetto “Sulle orme di...", Torino 1706. Memorie e attualità dell'Assedio di Torino del 1706...,  pp. 937-939.
  -  Arabella Cifani, Franco Monetti, Novità per Luigi Prinotto (1685 circa – 1780), autore della scrivania con la Battaglia di Torino per Carlo Emanuele III di Savoia, Torino 1706. Memorie e attualità dell'Assedio di Torino del 1706...,  pp. 801-830.
  -  Alfonso Cipolla, Giovanni Moretti, Diroccata con apoteosi. Il mito di Pietro Micca attraverso il teatro, Torino 1706. Memorie e attualità dell'Assedio di Torino del 1706...,  pp. 549-557.
  -  Mario Coda, I Micca: una famiglia del ceto popolare entrata nella storia grazie all’eroismo di Pietro Micca, Torino 1706. Memorie e attualità dell'Assedio di Torino del 1706...,  pp. 487-525.
  -  Fabrizio Corrado, Due dipinti di battaglie a confronto in Palazzo Reale, Torino 1706. Memorie e attualità dell'Assedio di Torino del 1706...,  pp. 831-838.
  -  Cornelia Diekamp, La galleria del principe Eugenio di Savoia nel Belvedere Superiore a Vienna. Storia e ricostruzione, Torino 1706. Memorie e attualità dell'Assedio di Torino del 1706...,  pp. 741-799.
  -  Claudio Di Lascio, Il destino di un cadetto. Giuseppe Amico di Castell'Alfero dall’arte della guerra a fautore delle arti, Torino 1706. Memorie e attualità dell'Assedio di Torino del 1706...,  pp. 713-732.
  -  Alessandro Gaido, Pietro Micca e l'assedio di Torino nel cinema, Torino 1706. Memorie e attualità dell'Assedio di Torino del 1706...,  pp. 559-564.
  -  Enrico Genta Ternavisio, Cenni sull’attività politica e diplomatica tra Sei e Settecento, Torino 1706. Memorie e attualità dell'Assedio di Torino del 1706...,  pp. 23-25.
  -  Nicola Ghietti, Carmagnola 1706: riflessi della guerra su una città di provincia vicina alla capitale, Torino 1706. Memorie e attualità dell'Assedio di Torino del 1706...,  pp. 473-478.
  -  Bruno Guglielmotto-Ravet, In soccorso del Duca. Lettere inedite del principe Eugenio pubblicate da Luigi Cibrario, Torino 1706. Memorie e attualità dell'Assedio di Torino del 1706...,  pp. 143-159.
  -  Paul Guichonnet, La Savoia e la Guerra di successione Spagnola (1703-1713), Torino 1706. Memorie e attualità dell'Assedio di Torino del 1706...,  pp. 27-35.
  -  Guglielmo Guidobono Cavalchini, 1706: prima e dopo Torino. Il Principe Eugenio, Torino 1706. Memorie e attualità dell'Assedio di Torino del 1706...,  pp. 389-398.
  -  Giancarlo Libert, Gli Olivero e l'assedio del 1706: vicende di una famiglia e delle sue proprietà, Torino 1706. Memorie e attualità dell'Assedio di Torino del 1706...,  pp. 337-348.
  -  Alberico Lo Faso di Serradifalco, Il ruolo della nobilità piemontese nelle campagne di guerra 1703-1706, Torino 1706. Memorie e attualità dell'Assedio di Torino del 1706...,  pp. 615-664.
  -  Giorgio M. Lombardi, Potenze statiche e potenze dinamiche a confronto tra l'assedio di Torino e la politica “italiana” dei Savoia, Torino 1706. Memorie e attualità dell'Assedio di Torino del 1706...,  pp. 3-6.
  -  Damiano Lombardo, Pietro Micca nell'attualità del 2000, Torino 1706. Memorie e attualità dell'Assedio di Torino del 1706...,  pp. 589-591.
  -  Alberto Lupano, 1706: i Savoia a Casale, Torino 1706. Memorie e attualità dell'Assedio di Torino del 1706...,  pp. 411-424.
  -  Maurizio Lupo, Spade e sabri dell'armata di Vittorio Amedeo II di Savoia, Torino 1706. Memorie e attualità dell'Assedio di Torino del 1706...,  pp. 235-251.
  -  Vittorio Marchis, Saperi materiali senza cortine né frontiere, all'alba del Regno di Sardegna, Torino 1706. Memorie e attualità dell'Assedio di Torino del 1706...,  pp. 99-110.
- Gian Giorgio Massara, Le cascine sono occupate; bruciano a centinaia i casini e le ville, in: Torino 1706. Memorie e attualità dell'Assedio di Torino del 1706... (v.), pp. 349–358.
- Peter John Mazzoglio – Marco Anibaldi Ranco, Sussistenze dell'assedio di Torino del 1706. Edifici e tracce delle opere di difesa e di assedio ancora esistenti nel territorio torinese, in: Torino 1706. Memorie e attualità dell'Assedio di Torino del 1706... (v.), pp. 285–289.
- Giancarlo Melano, La manutenzione della memoria, in: Torino 1706. Memorie e attualità dell'Assedio di Torino del 1706... (v.), pp. XXVII-XXXI.
- Piergiuseppe Menietti, Dare un volto all'eroe. L'iconografia di Pietro Micca tra invenzione e celebrazione, in: Torino 1706. Memorie e attualità dell'Assedio di Torino del 1706... (v.), pp. 527–548.
- Aldo A. Mola, Il bicentenario della vittoria di Torino: parabola dell'unione tra principe e nazione e convergenza tra liberali e cattolici. L'azione di Efisio Giglio Tos, in: Torino 1706. Memorie e attualità dell'Assedio di Torino del 1706... (v.), pp. 181–185.
- Gustavo Mola di Nomaglio, 1706: Torino assediata e soccorsa dall'Impero. Terzo millennio: chi soccorrerà l'Europa sotto assedio?, in Torino 1706. Memorie e attualità dell'Assedio di Torino del 1706... (v.), pp. XXXIII-XLIV.
- Maria Luisa Moncassoli Tibone, 1706-1906-2006. memorie ritrovate, in: Torino 1706. Memorie e attualità dell'Assedio di Torino del 1706... (v.), pp. 479–483.
- Roberto Nasi, Vittorio Amedeo II e le azioni della cavalleria durante l'assedio di Torino del 1706, in: Torino 1706. Memorie e attualità dell'Assedio di Torino del 1706... (v.), pp. 399–410.
- Mario Ogliaro, Un'eclissi per il Re Sole: ambiguità diplomatiche e intrighi delle corti europee alla vigilia dell'assedio di Torino del 1706, in: Torino 1706. Memorie e attualità dell'Assedio di Torino del 1706... (v.), pp. 37–91.
- Mario Ogliaro, La fortezza di Verrua Savoia nella storia del Piemonte, Libreria Mongiano Editrice.
- Matteo Paesano, Le armi piemontesi nella guerra di Successione spagnola: una tradizione ancora viva, in: Torino 1706. Memorie e attualità dell'Assedio di Torino del 1706... (v.), pp. 111–124.
- Patrizia Petitti, Il "sesso imbelle": cenni intorno alla partecipazione delle donne alla difesa di Torino nel 1706, in: Torino 1706. Memorie e attualità dell'Assedio di Torino del 1706... (v.), pp. 595–606.
- Maria Teresa Reineri, Anna Maria d'Orléans, Regina di Sardegna, Duchessa di Savoia, in: Torino 1706. Memorie e attualità dell'Assedio di Torino del 1706... (v.), pp. 17–21.
- Maria Luisa Reviglio della Veneria – Fabrizio Antonielli d'Oulx, Feste religiose nel bicentenario della battaglia di Torino: 1706-1906, in: Torino 1706. Memorie e attualità dell'Assedio di Torino del 1706... (v.), pp. 911–924.
- Enrico Ricchiardi, L'esercito ducale sabaudo nel 1706. Organizzazione, uniformi, bandiere, in: Torino 1706. Memorie e attualità dell'Assedio di Torino del 1706... (v.), pp. 189–233.
- Mauro Ronco, L'assedio di Torino del 1706: un episodio del tradimento del regno di Francia ai danni della Cristianità, in: Torino Torino 1706. Memorie e attualità dell'Assedio di Torino del 1706... (v.), pp. 93–97.
- Roberto Sandri Giachino, Un suddito sabaudo ambasciatore straordinario a Vienna e Commissario imperiale in Italia: Ercole Turinetti di Priero, in: Torino 1706. Memorie e attualità dell'Assedio di Torino del 1706... (v.), pp. 679–711.
- Simonetta Satragni Petruzzi, Pietro Micca nell'elogio di un poeta romanesco: Filippo Tartùfari, in: Torino 1706. Memorie e attualità dell'Assedio di Torino del 1706... (v.), pp. 585–587.
- Renzo Savarino, Forme, forza e limiti della dimensione religiosa in una città assediata. Figure significative, classi sociali ed eventi collettivi nella Torino del 1706, in: Torino 1706. Memorie e attualità dell'Assedio di Torino del 1706... (v.), pp. 841–859.
- Maria Teresa Serra, Echi di guerra nelle Valli di Lanzo, in: Torino 1706. Memorie e attualità dell'Assedio di Torino del 1706... (v.), pp. 467–472.
- Andrea Signorelli, Da Torino a Richmond: il campo trincerato e le sue applicazioni nelle strategie del XVIII e XIX secolo, in: Torino 1706. Memorie e attualità dell'Assedio di Torino del 1706... (v.), pp. 167–180.
- Bruno Signorelli, Giovanni Battista Gropello ministro di Vittorio Amedeo II e suo plenipotenziario durante l'assedio di Torino (giugno-settembre 1706), in: Torino 1706. Memorie e attualità dell'Assedio di Torino del 1706... (v.), pp. 665–675.
- Alberto Moshe Somekh, Un poemetto liturgico ebraico a commemorazione degli eventi del 1706, in: Torino 1706. Memorie e attualità dell'Assedio di Torino del 1706... (v.), pp. 925–928.
- Franz zu Stolberg-Stolberg, I brandeburghesi a Torino nel 1706, in: Torino 1706. Memorie e attualità dell'Assedio di Torino del 1706... (v.), pp. 733–737.
- Pompeo Vagliani, "Te felice, o Pietro Micca, dell'Italia salvatore". La figura di Pietro Micca nella pubblicistica per l'infanzia e nei testi scolastici tra Ottocento e primo Novecento, in: Torino 1706. Memorie e attualità dell'Assedio di Torino del 1706... (v.), pp. 565–583.
- Camillo Vaj, Il Sistema fortificato di Chivasso e Castagneto. Luglio 1705, la presa e l'occupazione di Chivasso. I piani d'attacco francesi e i registri dell'archivio storico della città, per una lettura dell'assedio che salvò Torino, attraverso nuovi documenti inediti, in: Torino 1706. Memorie e attualità dell'Assedio di Torino del 1706... (v.), pp. 443–466.
- Marco Albera, La zuppa dopo l'assedio. Guido Amoretti, Piergiuseppe Menietti - Torino 1706. Cronache e memorie della città assediata. Editrice Il Punto, Torino 2005.a notte del 7/8 settembre 1706 a Palazzo Graneri della Roccia, in: Torino 1706. Memorie e attualità dell'Assedio di Torino del 1706... (v.), pp. 359–362.